# Zawisza (osiedle)
Zawisza – osiedle położone w granicach miasta Bydgoszczy, w jego północnej części. Jego granicami są od zachodu i północy: linie kolejowe nr 18 i 131, od wschodu ulica Gdańska, a od południa ul. Artyleryjska.
Osiedle Zawisza graniczy z osiedlami: Leśnym, Bocianowo, Myślęcinek i Rynkowo.
Na terenie osiedla znajduje się wzniesiony w latach 1957-1960 kompleks sportowy Zawisza Bydgoszcz ze Stadionem im. Zdzisława Krzyszkowiaka, halami sportowymi, hotelem, boiskami treningowymi itd. Na południe od kompleksu znajdują się tereny użytkowane przez jednostki wojskowe wraz ze szpitalem wojskowym nr 10, natomiast w części południowo-zachodniej w miejscu dawnego stadionu „Brda” wzniesiono niewielkie osiedle mieszkaniowe. Po 2020 zabudowę ma uzupełnić kolejnych kilka (2-5) budynków.
Na północ od osiedla Zawisza znajduje się Leśny Park Kultury i Wypoczynku.
Przez osiedle przejeżdżają tramwaje linii 0 (zabytkowa sezonowa) 1, 2 i 10; autobusy dzienne 52, 57 i 80; autobusy dzienne międzygminne 93 i 94; autobus nocny 31N.